# 1562 en musique classique
| \| • Retour à la chronologie générale de la musique classique • \| |
| Grèce • Rome • Haut Moyen Âge • VIIIe siècle • IXe siècle • Xe siècle • XIe siècle XIIe siècle • XIIIe siècle • XIVe siècle • XVe siècle • XVIe siècle • XVIIe siècle XVIIIe siècle • XIXe siècle • XXe siècle • XXIe siècle |
| • Retour à la chronologie générale de la musique classique • |

| Années en musique classique : 1559 - 1560 - 1561 - 1562 - 1563 - 1564 - 1565    |
| Décennies en musique classique : 1530 - 1540 - 1550 - 1560 - 1570 - 1580 - 1590 |

## Événements
- Antonio Scandello se convertit au protestantisme

## Naissances

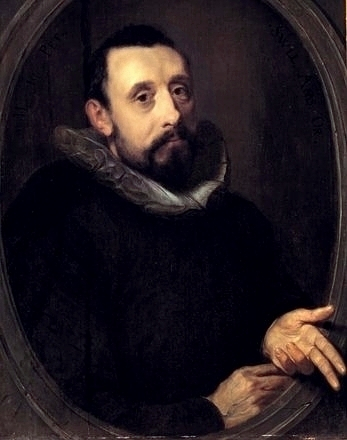
Jan Pieterszoon Sweelinck

- Jan Pieterszoon Sweelinck, compositeur néerlandais († 6 octobre 1621).

Date indéterminée : 
- vers 1562 : John Bull, compositeur anglo-flamand († 12 mars 1628).

## Décès
- 13 octobre : Claudin de Sermisy, compositeur français (° 1490).
- 7 décembre : Adrien Willaert, compositeur franco-flamand (° v.1490).